# Ricardo Tudela
Ricardo Fernando Tudela Barraza (Sierra Gorda, 9 de junio de 1920 - Rancagua, 8 de junio de 2012) fue un odontólogo y político chileno. Militante demócratacristiano, fue diputado, intendente, gobernador y concejal.

## Biografía
Nació en 1920 en la ciudad de Sierra Gorda, hijo de Luis Armando Tudela Zúñiga y María Barraza.
Realizó sus estudios primarios y secundarios en el Instituto O'Higgins de Rancagua, y luego ingresó a la Universidad de Chile, donde se tituló de dentista radiólogo. Se casó con Inés Nettle, y tuvieron diez hijos.
Trabajó en el Servicio Nacional de Salud, ejerciendo como odontólogo en el Hospital Regional de Rancagua, donde le tocó atender a los futbolistas participantes de la Copa Mundial de Fútbol de 1962, de la cual Rancagua fue una de las ciudades sede. Además fue presidente del Círculo Odontológico.

## Carrera política
Inició sus actividades políticas al integrarse al Partido Demócrata Cristiano; allí, ocupó los cargos de presidente comunal por seis períodos; vicepresidente y presidente provincial del mismo, y delegado a la Junta Nacional. Fue intendente de O'Higgins en el gobierno de Eduardo Frei Montalva, entre 1964 y 1968.
En 1969 se presentó como candidato a diputado, por la Novena Agrupación Departamental "Rancagua, Caupolicán, San Vicente y Cachapoal", por el período 1969-1973, elección donde resultó elegido. Integró la Comisión Permanente de Gobierno Interior, la que presidió; y la de Salud Pública. En 1973 fue reelecto diputado, por la misma Agrupación Departamental, para el período 1973-1977; integró la Comisión Permanente de Vivienda y Urbanismo y la de Salud Pública.
El golpe de Estado de 1973 puso término anticipado al período, y debió exiliarse en Canadá, donde ejerció el cargo de cónsul honorario de Chile. Retornó a Chile, y fue elegido concejal por Rancagua por el periodo 1992-1996, sin embargo, no lo completó pues en 1995 fue nombrado gobernador de la provincia de Cachapoal por el presidente Eduardo Frei Ruiz-Tagle. En las elecciones municipales de 2000 fue elegido nuevamente concejal de Rancagua.

## Historial electoral

### Elecciones parlamentarias de 1973
- Elecciones parlamentarias de 1973 para la 9ª Agrupación Departamental.[4]

### Elecciones municipales de 2000
- Elecciones municipales de 2000, para la alcaldía de Rancagua[5]